# Bolle Luxdorph
Bolle Luxdorph, född 19 juli 1643 i Köpenhamn, död 5 september 1698 i Stockholm, var en dansk ämbetsinnehavare. Han var översekreterare och administratör hos Kristian V av Danmark och betraktas som en av de mer framträdande politikerna under dennes regering. Han var Danmarks envoyé i Stockholm 1691-1698.